# Thomas Andrews
Thomas Andrews, britanski poslovnež in inženir * 7. februar 1873 Združeno Kraljestvo † 15. april 1912 severni Atlantik.  
Andrews je bil pomorski arhitekt, ki je delal v ladjedelnici Harland & Wolff v Belfastu. 
Andrews je načrtoval veliko prekoocenasko potniško ladjo, RMS Titanic. Leta 1912 se je vkcal nanj, ko je ladja odplula na svojo krstno plovbo v ZDA. Med plovbo je ladja v severnem Atlantiku trčila v ledeno goro in v dveh urah potonila. V nesreči je umrlo 1.503 ljudi, med njim je bil tudi Andrews, ki se ni hotel rešiti z "svoje" ladje. Njegovega trupla niso nikoli našli. 

## Biografija

### Zgodnje življenje
Thomas Andrews se je rodil v Ardara House, Comber, okrožje Down, na Irskem. Bil je prezbiterjan škotskega porekla in podobno kot njegov brat je veljal za Britanca. Z družino je živel v Ardari, Comber. Leta 1884 se je Andrews udeležil kraljevega akademskega zavoda v Belfastu, vse do leta 1889, ko je pri šestnajstih letih začel z vajeništvom v ladjedelnici Harland & Wolff, kjer je bil njegov stric delni lastnik.

### Harland & Wolff
V ladjedelnici Harland & Wolff je Andrews začel s tremi meseci v mizarstvu, nato je mesec dni delal v kabinetih in nato še dva meseca delal na ladjah.  Zadnjih osemnajst mesecev njegovega petletnega vajeništva je preživel v risarski pisarni. Leta 1901 je Andrews po številnih oddelkih podjetja postal vodja gradbenih del. Istega leta je postal tudi član Institucije mornarskih arhitektov. Leta 1907 je bil Andrews imenovan za direktorja in vodjo oddelka za načrtovanje v ladjedelnici Harland & Wolff.  Andrews je v svojih dolgih letih vajeništva, študija in dela postal zelo priljubljen v podjetju in med zaposlenimi v ladjedelnici.
24. junija 1908 se je poročil s Helen Reilly Barbour. Njuna hči Elizabeth Law-Barbour Andrews (znana po svojih začetnicah, "ELBA"), se je rodila 27. novembra 1910. Družina je živela v Dunallanu, 20 Windsor Avenue, Belfast. Znano je, da je Andrews eno noč, tik preden se je Elizabeth rodila, peljal Helen v ladjedelnico pogledat RMS Titanic med gradnjo. Po Thomasovi smrti se je Helen ponovno poročila; umrla je 22. avgusta 1966 na Severnem Irskem in je pokopana v mavzoleju družine Barbour v Lambegu. 

## RMS Titanic
Leta 1907 je Andrews začel delati načrte za tri nove velike razkošne potniške ladje: RMS Olympic, RMS Titanic in HMHS Britannic. Med gradnjo, ki jo je nadziral skupaj s številnimi delavci, je Andrews predlagal, da ima Titanic po 46 reševalnih čolnov (na koncu jih je imel le 20), pa tudi dvojni trup in neprepustne pregrade, ki bi lahko segale do najvišje palube. 
Andrews se je na Titanic vkrcal že 3. aprila, ob odhodu iz Belfasta v Southampton. Med plovbo je zapisal različne izboljšave, za katere je menil, da so potrebne, predvsem kozmetične spremembe različnih objektov. Vendar je Andrews 14. aprila prijatelju pripomnil, da je bil Titanic"tako rekoč popoln, kot ga lahko naredijo človeški možgani."
14. aprila 1912 je ob 23:40 Titanic trčil v ledeno goro. Andrews je bil v času trka v svoji spalnici in je medtem načrtoval spremembe, ki jih je želel spremeniti na ladji ter komaj opazil trk. Kapitan Smith ga je kmalu poklical, da pomaga pregledati škodo. Škodo sta si ogledala do polnoči. Andrews je ugotovil, da je poplavljenih pet predelkov in vedel je, da s takim številom poplavljenih predelkov, ladja ne more ostati na več na površju. Te podatke je posredoval kapitanu in posadki, kapitan pa je nato izdal ukaz za evakuacijo. 
Ko se je začela evakuacija na ladji, je Andrews pregledoval kabine prvega razreda in potnike pošiljal na palubo. Več preživelih je pričalo, da so ga večkrat srečali ali videli. Čeprav je bilo na palubi premalo čolnov za vse potnike, je Andrews vztrajal, naj napolnejo čolne do konca. 

### Smrt
Andrewsa naj bi nazadnje videl upravnik na ladji John Stewart ob 2:10, deset minut preden je Titanic potonil. Andrews je stal v prvorazredni sobi kadilnice in je gledal v sliko s pristaniščem Plymouth, nad kaminom. Roke je imel ob prsih, rešilni jopič pa na mizi. Zdi se, da je Andrews nekaj časa ostal v kadilnici, nato pa še naprej pomagal pri evakuaciji. Okoli 2:00 so ga videli na palubi čolnov. Andrews naj bi metal ležalnike čez krov v morje, ko naj bi se nato odpravil k ladijskemu mostu, najverjetneje poiskati kapitana Smitha. Nazadnje je bil viden, ko naj bi zapuščal ladjo. Severnoirski zgodovinar Gareth Russell je trdil, da je Andrews najverjetneje umrl potem, ko je voda dosegla glavno palubo in naj bi ga vrtinci potegnili pod vodo ter se utopil. Njegovega trupla niso nikoli našli.

## Spomin
Na časopisnih katastrofe je bil Andrews označen za junaka.  Mary Sloan, stevardesa na ladji, ki jo je Andrews prepričal, da vstopi v rešilni čoln, je pozneje v pismu zapisala: "Gospod Andrews je svojo usodo spoznal kot pravi junak, zavedajoč se velike nevarnosti, in se odpovedal življenju, da bi rešil ženske in  otroke na Titanicu."  Kratko biografijo je Shan Bullock posnel na zahtevo poslanca parlamenta Horacea Plunketta, ki je menil, da je Thomasovo življenje vredno zaslužiti v spominu.
V njegovem domačem kraju je bil zgrajen Comber, eden najzgodnejših in najpomembnejših spomenikov za eno samo žrtev katastrofe na Titaniku. Spominska dvorana Thomas Andrews Jr. je bila odprta januarja 1914. Arhitekta sta bila Young in McKenzie s kiparskimi deli umetnice Sophia Rosamond Praeger.  Dvorano zdaj vzdržuje odbor za vzgojo in izobraževanje v jugovzhodu, uporablja pa jo osnovna šola Andrews Memorial.  Modra plošča Zgodovinskega kroga Ulster se nahaja na njegovi hiši v aveniji Windsor, Belfast.
Danes je SS Nomandic edina preživela ladja, ki jo je načrtoval Andrews, in še vedno pluje. 
Asteroid 245158 Thomasandrews je bil v njegovo čast imenovan leta 2004.